# 毎日文化センター
毎日文化センター（まいにちぶんかセンター）は毎日新聞社が運営するカルチャーセンターである。
1958年、当時登記上の本部があった毎日新聞大阪本社の堂島社屋別館「大阪毎日会館」の発足に伴い「毎日文化教室」として開設された。1980年に現在の名称となる。

## 全国の教室
- 毎日文化センター東京 - 東京都千代田区一ツ橋1‐1‐1　パレスサイドビルディング（毎日新聞東京本社1F）
- 毎日文化センター名古屋 - 愛知県名古屋市中村区名駅1-2-4　名鉄バスターミナルビル10階
- 毎日文化センター大阪 - 大阪府大阪市北区梅田3-4-5　毎日新聞大阪本社ビル2階